# Bernard Butler (Musiker)

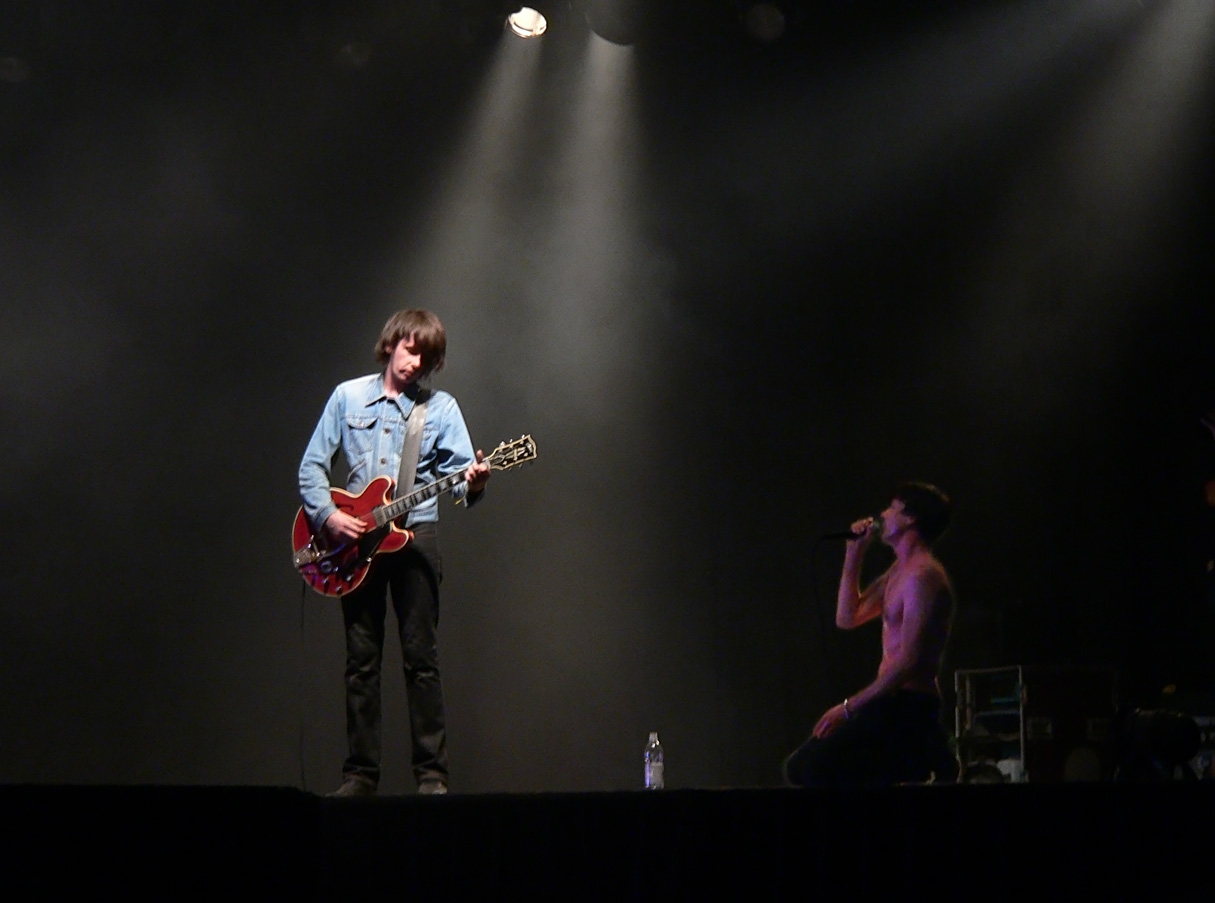
Bernard Butler

Bernard Butler (* 1. Mai 1970 in Stamford Hill, London, England) ist ein britischer Musiker und Musikproduzent. Er gilt als einer der einflussreichsten Gitarristen seiner Generation.

## Werdegang
Zu Beginn der Britpop-Ära war er Gitarrist der Band Suede. 1995 ersetzte er kurzzeitig Nick McCabe bei der Band The Verve.    
Als Produzent wurde Butler 2009 mit einem BRIT Award ausgezeichnet. 2008 wurde er bei den Music Managers Forum Awards zum Produzenten des Jahres gewählt, bei den Music Week Awards 2009 in der Kategorie Bester Produzent nominiert.

## Diskografie

### Alben
- 1995: The Sound of McAlmont & Butler (mit David McAlmont)
- 1998: People Move On (UK: Silber)[2]
- 1999: Friends and Lovers, Creation Records Ltd.
- 2022: For All Our Days That Tear the Heart, mit Jessie Buckley

### Singles
- A Girl Like You (Edwyn Collins)
- Autograph
- Can’t Do That (The Hoover) (Edwyn Collins)
- Friends and Lovers